# 廖安麗
廖安麗（英語：Annie Liu On Lai，1957年8月21日—），香港女演員。她於1977年參加無綫電視第六期藝員訓練班入行，參演多部電視劇如《奮鬥》、《楚留香》、《神鵰俠侶》等。其前夫為攝影師葉青霖。

## 生平

### 早年生活
廖安麗祖籍廣東惠州，出生於教师家庭，其父廖榮福於1942年至1946年间担任粵華中學校長，該校最早的校歌歌词就是他所写。廖安麗為父親二房的子女，有一姊（大她五歲）一弟（小她十歲）。
廖安麗10歲前在香港島炮台山木星街的唐樓居住，之後移居九龍紅磡。她曾就讀建造商會學校（1963年幼稚園；小學）、何文田官立中學（初中）以及慕光英文書院。她上小學期間，曾經因為患有哮喘病而停學，中五畢業（香港中學會考成績八科及格）後，獲任職物理科教師的父親（定居香港前是中學校長，退休前在香港的津貼中學當物理科教師）協助，入讀他任教的中華基督教會基智中學。廖安麗完成中六課程後未能考上大學。
廖安麗的學業成績一般，記憶力差，中四時起於校內接觸戲劇活動，讀中六前（即中五畢業後的暑假）於北角街坊會陳樹渠大會堂報讀話劇訓練班，改變內向的性格。當時，她的啟蒙老師黃百鳴與黎永強教導她演話劇的技巧。她在無綫電視第一屆《聲寶片場》中，與演員鄭則仕起獲得雙冠軍
其後獲鼓勵參加1977年無綫電視第六期藝員訓練班，同屆同學有陳玉蓮、廖偉雄與呂良偉等人。

### 個人發展
廖安麗畢業於第六期藝員訓練班後成為藝員，參與電視劇與電影拍攝。她在1982年經藝人賈思樂介紹，認識著名攝影師葉青霖。他們在1986合作經營婚紗攝影公司，並於同年結婚。
1980年代，廖安麗參與主持綜藝節目《歡樂今宵》，曾與戚美珍及景黛音並稱「EYT三小花」。
她婚後淡出娛樂圈，專心協助丈夫打理婚紗攝影生意。二人育有二女，長女葉懿德，次女葉懿恩。1992年，舉家移民澳洲，1999年回流香港。回流前，廖安麗用空餘時間考上三級傳譯員資格，當助教教導新移民英文。
1996年，她以《浮生》入圍第33屆金馬獎最佳女配角，是她演藝事業上首次獲得獎項提名。
2009年，廖安麗與葉青霖出售攝影公司。2010年5月16日，葉青霖於台北玉佛寺剃度出家，法號釋常霖。廖安麗復出演出舞台劇，並接拍電視劇《依家有喜》。2012年，廖安麗與葉青霖離婚，不久成為香港電視網絡女藝員，拍攝《警界線》，演技獲好評。

## 電視劇

### 無綫電視
| 年份        | 劇名                                               | 角色                           |
| 1977年      | 13之花劫                                           |                                |
| 1977年      | 殺手·神槍·蝴蝶夢                                   |                                |
| 1977年      | 一屋兩伙三人行                                     | Tammy（第24集） Mary（第31集） |
| 1977年      | 年青人之放榜                                       | Amy                            |
| 1978年      | 奮鬥                                               | Jo Jo                          |
| 1978年      | 人海奇譚之假婚 人海奇譚之名女人 人海奇譚之純情肉彈 | 新娘 劉夢娜（年青時期） 欣欣   |
| 1978年      | 強人                                               | 雷綺文                         |
| 1978年      | 1+1之新婚燕爾                                      | 阿麗                           |
| 1979年      | 女人三十之奈何天 女人三十之情盡                    | Irene 張小韓                   |
| 1979年      | 有樓收租                                           | 若欣（Annie）                  |
| 1979年      | 左鄰右里                                           | 程慶風                         |
| 1979年      | 刀神                                               | 丁香                           |
| 1979年      | 楚留香                                             | 宋甜兒                         |
| 1980年      | 勢不兩立                                           | 林若珊                         |
| 1980年      | 發達容易搵食難                                     | 張素素                         |
| 1981年      | 封神榜                                             |                                |
| 1983年      | 神鵰俠侶                                           | 郭芙                           |
| 1984年      | 武林聖火令                                         | 月                             |
| 1984年      | 鐵包公                                             | 李昕昕                         |
| 1984年      | 聊齋夜話之畫皮                                     | 小雪                           |
| 1985年      | 觀世音                                             | 二公主妙元                     |
| 1986年      | 孖寶太子                                           | 阿淑                           |
| 1987年      | 大城小子                                           | 明姑姐                         |
| 1987年      | 大班密令之都市浮華                                 | 電視節目主持人（客串）         |
| 1987年      | 週末小品之人生曲                                   |                                |
| 2010-2011年 | 依家有喜                                           | 齊芯（Dr. Anita）              |

### HKTV
| 年份   | 劇名   | 角色   |
| 2014年 | 警界線 | 葉美娟 |

### 香港電台
| 年份   | 劇名                                  | 角色                   |
| 1977年 | 鏗鏘集：金飯碗 （页面存档备份，存于） |                        |
| 1980年 | 獅子山下：逃                          | 丁美君                 |
| 2001年 | 現代童話：樂與樂                      | Annie                  |
| 2002年 | 生命激流：黑色暑假                    | 孫太                   |
| 2012年 | 沒有牆的世界III：愛飛翔               | 美芬 芬姐              |
| 2014年 | 醫護人生：師徒                        | ICU部門顧問醫生Dr. Sum |

### 日本TBS
- 1981年《猛龍特警隊》（1980年拍攝，81年播映）[9][10][11]

## 電影
| 年份   | 片名                      | 角色   |
| 1978年 | 大路強人（又名:大路元帥） |        |
| 1979年 | 賣命小子                  | 關雲妹 |
| 1979年 | 出貓                      |        |
| 1979年 | 天才功夫                  |        |
| 1980年 | 武狀元                    |        |
| 1981年 | 二等良民                  |        |
| 1981年 | 歡樂神仙窩                |        |
| 1981年 | 不准掉頭                  | 阿玲   |
| 1982年 | 二等良民                  |        |
| 1982年 | 彩雲曲                    |        |
| 1982年 | 彈指神功                  | 宋甜兒 |
| 1982年 | 怒火風雲                  |        |
| 1985年 | 智勇三寶                  |        |
| 1986年 | 神探朱古力                |        |
| 1996年 | 浮生                      |        |
| 2014年 | 愛，不難                  | 嫻     |
| 2019年 | 幸福島味道                |        |

## 節目主持
| 年份      | 頻道       | 節目                                     |
| 1977年    | TVB        | K-100                                    |
| 1979-80年 | TVB        | BANG BANG 咁嘅聲（與陳百強、羅志強主持） |
| 2012年    | 有線娛樂台 | 名廚‧食出五味人生                        |
| 2015年    | HKTV       | 食的秘密（第五集嘉賓主持）               |
| 2018年    | HKS        | 香港故事                                 |

## 綜藝節目
- 《歡樂今宵》
- 2004年 《繼續無敵獎門人》（第16集嘉賓）
- 2005年 《百法百眾》第一輯（第19集嘉賓）
- 2006年 《百法百眾》第三輯（第3集嘉賓）
- 2010年 《超級遊戲獎門人》（第22集嘉賓）
- 2010年 《今日VIP》（7月26日嘉賓）
- 2019年 《今日VIP》（9月18日嘉賓）

## 舞台劇
| 年份             | 名稱           | 場地             |
| 2010年8月13-15日 | 寒江釣雪       | 香港大會堂音樂廳 |
| 2011年5月7-10日  | 斜路黃花       | 葵青劇院演藝廳   |
| 2011年9月20-23日 | 蝦仔爹哋       | 伊利沙伯體育館   |
| 2016年1月8-10日  | 才子亂點俏佳人 | 新光戲院大劇場   |
| 2019年8月23-25日 | 色戒           | 屯門大會堂演奏廳 |

## 外部連結
- 廖安麗在香港影庫上的簡介
- 廖安麗在豆瓣上的资料（简体中文）